# Чарівна сила мистецтва
«Чарівна сила мистецтва» (рос. «Волшебная сила искусства») — російський радянський музичний фільм режисера Наума Бірмана.

## Зміст
Три невеликих новели. Вони різні за сюжетом, але їх єднає незрима нитка впливу мистецтва на людей. Маленькі діти допомагають героям їхнього улюбленого твору боротися проти «білих», закохані семикласники використовують у своєму любовному листуванні цитати з Пушкіна, а третій герой навіть примудряється допомогти своїй колишній вчительці перевиховати хамських сусідів.

## Ролі
- Людмила Сенчина — вчителька
- Микола Трофимов — директор школи
- Костя Ценкаєв — Денис Корабльов
- Міла Васютинська — Альонка
- Ігор Богданов — Мишка

Учнів другого класу ведуть в кіно на пригодницький фільм «Невловимі месники». Забувши, що вони в кінотеатрі, хлопці вирішують допомогти «нашим».

### «Здрастуй, Пушкін!»
У ролях:
- Ніна Ургант — мама Вови
- Таня Дороніна — Свєта
- Ігор Корольов — Вова
- Ваня Цанов
- Слава Горошенков
- Діма Рапопорт
- Володя Голощокін — Хлестаков

Про хлопчика, освідчуються в коханні дівчинці за допомогою роману у віршах Пушкіна «Євгеній Онєгін».

### «Чарівна сила мистецтва»
У ролях:
- Аркадій Райкін — артист
- Павло Панков — Мордатенков
- Анна Лисянська — Мордатенкова
- Ірина Гошева — Олена Сергіївна Сергієва

Про те, як колишній учень, використавши своє акторське обдарування, допоміг своїй старій учительці втихомирити нахабних сусідів по комунальній квартирі.

#### Цікаві факти
- На «алкоголіку» (герой А.Райкіна), одягненому у лахмітки, можна помітити золотий годинник «Політ».
- Ірина Гошева (вчителька) старша за Аркадія Райкіна (свого учня) всього на кілька місяців.
- У мажореток на ківерах можна помітити напис: «Реклама».
- У епізоді про Пушкіна наскрізною темою звучить вальс із опери «Євгеній Онегін» Чайковського

## Знімальна група
- Режисер: Наум Бірман
- Сценарій: Віктор Драгунський
- Головний оператор: Олександр Чіров
- Головний художник: Олексій Федотов
- Музика: Олександр Колкер
- Текст пісень: Кім Рижов
- Постановка танців: Кирило Ласкарі
- Вокал: Олена Дріацька, В'ячеслав Безцінний, Едуард Хіль, Людмила Сенчина